# Yenidze
Yenidze – budynek położony w Dreźnie, w dzielnicy Friedrichstadt, zbudowany w latach 1907–1909 w stylu meczetu dla przedsiębiorcy tytoniowego Hugo Zietza. Pierwotnie mieściła się w nim fabryka tytoniu, a od 1997 jest wykorzystywany jako biurowiec.

## Historia

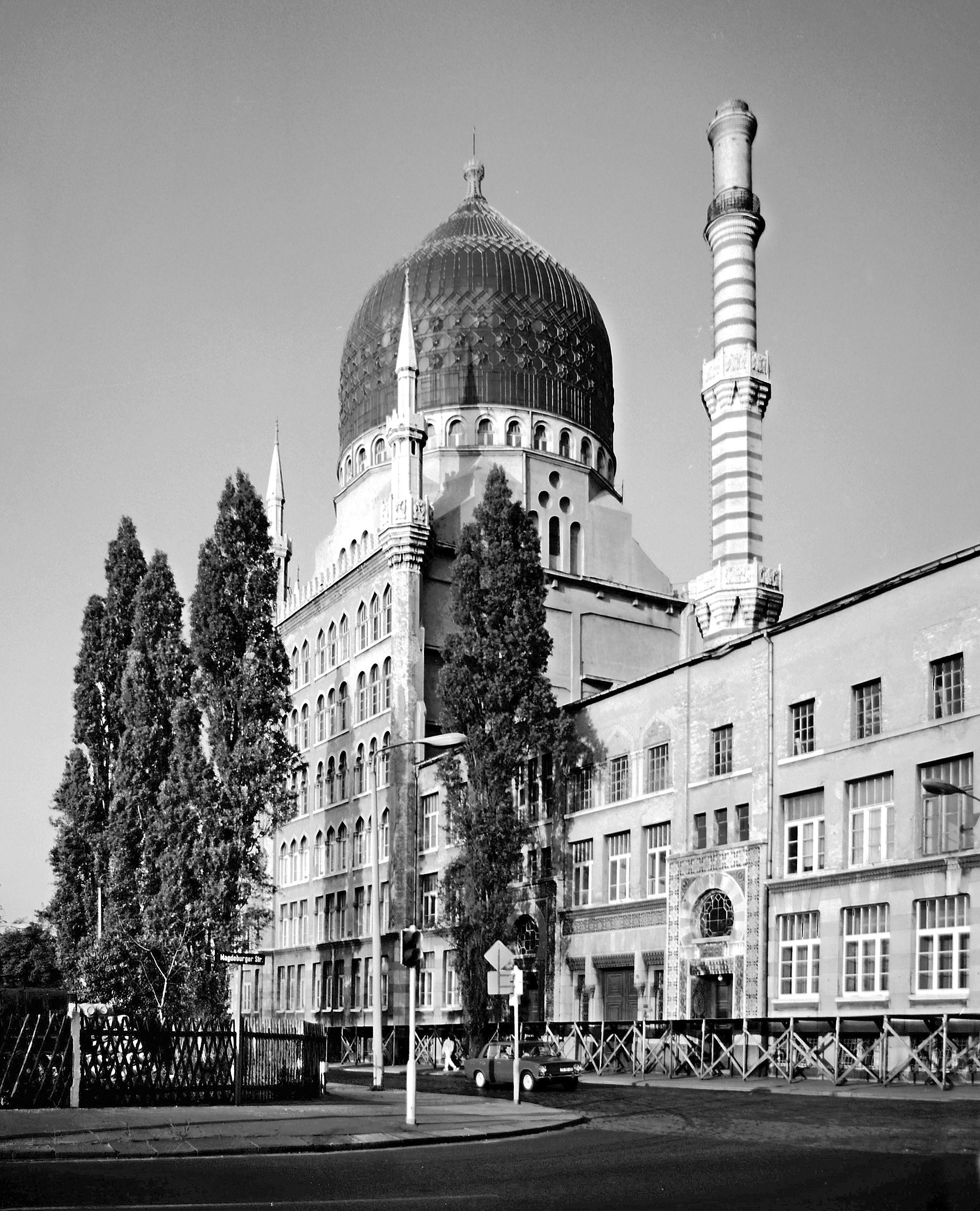
Yenidze w 1988

Budynek Yenidze został zbudowany w latach 1907–1909 dla niemieckiego przedsiębiorcy tytoniowego Hugo Zietza. Otrzymał nazwę Tabak- und Cigarettenfabrik Yenidze. Na pomysł zbudowania fabryki na wzór meczetu Hugo Zietz wpadł podróżując po Bliskim Wschodzie. Chciał on, żeby budynek jego fabryki odróżniał się od barokowej architektury Drezna. Bezpośrednim przykładem architektonicznym stał się grobowiec-mauzoleum Khair Beka w Kairze. Zlecenie zbudowania Yenidze otrzymał architekt Martin Hammitzsch. Nazwa budynku pochodzi od tureckiego regionu, w którym uprawiano tytoń. Hugo Zietz, dostawca wyrobów tytoniowych na dwór króla saskiego, produkował m.in. papierosy „Salem”. W owym czasie w jego fabryce było zatrudnionych 1500 pracowników, a warunki pracy, jak również system socjalny, uważane były za wzorowe. Aż do lat 30. XX w. Drezno stanowiło centrum przemysłu tytoniowego w Niemczech; jego 40 fabryk produkowało ponad 60 procent wszystkich wyrobów tytoniowych w tym kraju, a Yenidze było największym zakładem produkcyjnym. W 1925 Zietz sprzedał swoją fabrykę przedsiębiorstwu tytoniowemu Reemtsma.
Podczas bombardowania Drezna w lutym 1945 jedna trzecia budynku (w tym kopuła) została zniszczona. Po wojnie budynek został prowizorycznie odrestaurowany, a w 1946 wywłaszczony. Od 1947 wznowiono w nim produkcję papierosów, a w 1953 ulokowano siedzibę krajowego urzędu tytoniowego NRD (VEB Tabakkontor der DDR).
W 1990, po zjednoczeniu Niemiec i prywatyzacji, budynek Yenidze wystawiono na sprzedaż. Biuro architektoniczne Hentrich-Petschnigg und Partner z Berlina przebudowało były „tytoniowy meczet” na centrum biznesowo–biurowe. Koszty renowacji wyniosły ok. 75 milionów DM (38 mln euro). W 1997 Yenidze został ponownie otwarty jako budynek biurowy z restauracją. W jego piwnicy urządzono tymczasowo dyskotekę, a w kopule regularnie organizowane są różne imprezy.

## Architektura

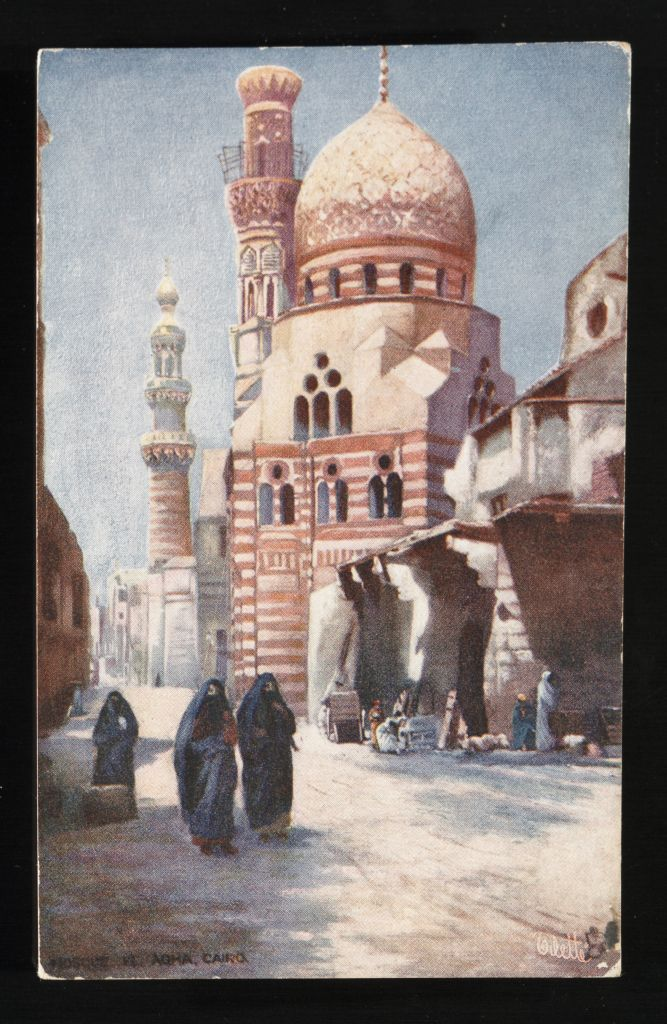
Mauzoleum Khair Beka, na którym wzorowano architekturę Yenidze

Yenidze został zbudowany w stylu mauretańsko-secesyjnym jako pierwsza w Niemczech wzmocniona żelbetowa konstrukcja szkieletowa. Ma kopułę wykonaną z kolorowego szkła, 600 indywidualnie zaprojektowanych okien oraz kominy i szyby wentylacyjne w kształcie minaretów. Do wystroju budowli użyto granitu, betonu, cegły i sztucznego piaskowca. flizowa dekoracja ścienna fasady zachodniej łączy elementy stylu secesyjnego z mauretańskim.
Wysoka na 20 m szklana kopuła, ma formę ostrołuku, odpowiadającą rzekomo wyglądowi grobowców kalifa w Kairze. Jej średnica wynosi 18 m, a waga – 62 t. Zwieńczona jest złotą koroną. Jest podświetlona w nocy przy pomocy lamp łukowych. Niezbędną do tego celu energię elektryczną wytwarzają dwie maszyny parowe. W 1966 kopuła otrzymała szkło w tonacji brązowo-zielonej, a w 1980, w wyniku kolejnej przebudowy – szkło kolorowe.